# Juan Jesus
Juan Guilherme Nunes Jesus, noto semplicemente come Juan Jesus (Belo Horizonte, 10 giugno 1991), è un calciatore brasiliano, difensore del Napoli.

## Biografia
Nato a Belo Horizonte, è cresciuto fuori città a Betim. Secondogenito, è cugino dell'ex lottatore della UFC José Aldo.
Nel giugno del 2024, ha acquisito la cittadinanza italiana. Ha un figlio, nato durante il suo periodo alla Roma.

## Caratteristiche tecniche
Nato mezzala, con il passare degli anni viene arretrato nel ruolo di difensore centrale. Mancino di piede, rapido e con una buona propensione all'anticipo, può giocare anche come terzino sinistro.

## Carriera

### Club

#### Internacional
Nel 2006 entra a far parte delle giovanili dell'Internacional. Fa il suo esordio in prima squadra nel 2010, vincendo anche la Coppa Libertadores. Il 16 dicembre 2011 l'Internacional cede per poco più di 2,6 milioni di euro il 65% del cartellino del difensore all'agente Giuliano Bertolucci per saldare con quest'ultimo dei debiti che si erano accumulati quando è stato siglato il rinnovo del trequartista Oscar, anch'egli assistito da Bertolucci. Il restante 35% resta in mano alla DIS, fondo brasiliano che cura la procura di Juan e che deteneva già da prima il restante 35%.

#### Inter

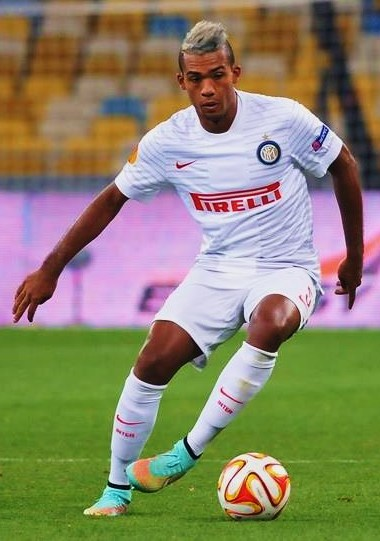
Juan Jesus durante Dnipro-Inter del 18 settembre 2014

Agli inizi del 2012 si trasferisce all'Inter, con cui esordisce in Serie A il 13 maggio: la partita è quella contro la Lazio, persa per 3-1. Nella stagione 2012-2013 fa il suo debutto nelle coppe continentali, giocando in Europa League. Il 6 gennaio 2013, contro l'Udinese, riceve la prima espulsione in Italia. Agli stessi friulani, nel girone di ritorno, segna il suo unico gol in nerazzurro.
Il 4 febbraio 2015, contro il Napoli in Coppa Italia, raggiunge le 100 presenze con la formazione milanese.

#### Roma

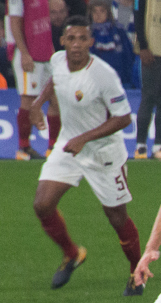
Juan Jesus durante -Roma nell'ottobre 2017.

Il 14 luglio 2016 viene ufficializzato il passaggio del giocatore alla Roma con la formula del prestito oneroso da 2 milioni di euro con obbligo di riscatto per 8 milioni condizionato ai risultati sportivi dei giallorossi. Esordisce con la nuova maglia il 16 agosto seguente, contro il Porto nell'andata dei play-off di Champions League. Durante la sua prima stagione in giallorosso si ritaglia un posto come utile alternativa ai titolari e, raggiunti i risultati condizionanti il riscatto, diviene di proprietà della società capitolina. La stagione successiva si mette in evidenza nella vittoria per 3-0 contro il Barcellona, che regala la seconda semifinale di Champions League nella storia della Roma.
L’11 novembre 2018, in occasione della gara di campionato contro la Sampdoria, sigla la sua prima rete con i giallorossi. Si tratta peraltro di una rete che arriva dopo 2002 giorni dall'ultimo centro in carriera. Dopo tre stagioni da riserva, nella stagione 2019-2020 viene messo ai margini della rosa. Il 28 maggio 2021, dopo aver superato le 100 presenze totali con i giallorossi, comunica che non rinnoverà il proprio contratto, rimanendo svincolato.

#### Napoli
Il 18 agosto 2021 firma un contratto annuale con il Napoli, con opzione di rinnovo per un ulteriore anno, ritrovando Luciano Spalletti, suo allenatore alla Roma. Esordisce con il Napoli subentrando nei minuti di recupero al posto di Mário Rui nella vittoria per 1-2 in campionato contro il Genoa. Il successivo 22 dicembre realizza l'autorete che decide la sconfitta interna contro lo Spezia (0-1 per i liguri). Il 23 gennaio 2022 segna il suo primo gol in azzurro, sbloccando il risultato nel derby contro la Salernitana, vinto al Maradona per 4-1. In occasione di Roma-Napoli del 18 aprile tocca quota 200 presenze in Serie A. Il 27 maggio seguente il presidente Aurelio De Laurentiis comunica di aver esercitato, in comune accordo con il giocatore, il rinnovo del contratto fino al 2023.
Dopo oltre tre anni e mezzo, torna a giocare in Champions League nella vittoria per 4-2 contro l'Ajax del 12 ottobre seguente. Quattro giorni dopo sigla il gol del momentaneo pareggio nella partita casalinga contro il Bologna, valida per la decima giornata di campionato e vinta poi dai partenopei per 3-2. Il 1º aprile 2023 viene ufficializzato il prolungamento del suo contratto fino al 2025. Il 4 maggio seguente si aggiudica il primo scudetto della sua carriera, in virtù del pareggio del Napoli sul campo dell'Udinese (1-1).
Il 17 marzo 2024, in seguito all'incontro di campionato fra Inter e Napoli, Juan Jesus accusa l'avversario Francesco Acerbi di aver rivolto un insulto razzista nei suoi confronti durante la partita; il difensore nerazzurro nega le accuse. Nei giorni successivi, la procura della FIGC apre un'indagine sul caso, e il 26 marzo seguente, il giudice sportivo assolve Acerbi, spiegando di non essere riuscito ad ottenere prove sufficienti a dimostrare la colpevolezza del difensore. Juan Jesus critica apertamente quest'ultima decisione, ritenendola in grado di diventare "un grave precedente per giustificare a posteriori certi comportamenti". Il 30 marzo, prima della gara contro l'Atalanta, il Napoli organizza un'iniziativa autonoma a sostegno di Juan Jesus e contro il razzismo.
Nella stagione 2024-2025 conquista il suo secondo scudetto con i partenopei (il quarto nella storia del club), in seguito al successo casalingo per 2-0 contro il Cagliari, valido per l'ultima giornata di campionato. Il 30 maggio 2025 estende il suo contratto con gli azzurri per un'ulteriore stagione.

### Nazionale
Dopo aver militato nelle selezioni Under-18 e Under-19 della Seleção, a inizio 2010 riceve la chiamata nell'Under-20 di Ney Franco. Nel gennaio 2011 prende parte alla vittoriosa spedizione del Campionato sudamericano Under-20, disputando tutte e otto le partite della competizione. Nel medesimo anno prende parte anche al Mondiale Under-20, nel quale i verdeoro si impongono nuovamente come vincitori.
L'11 maggio 2012 Mano Menezes, CT della nazionale maggiore, lo convoca in vista delle amichevoli contro Danimarca (26 maggio), Stati Uniti (30 maggio), Messico (3 giugno) e Argentina (9 giugno). Debutta nel match contro i danesi, giocando da titolare anche le restanti tre amichevoli.
Viene convocato per giocare le Olimpiadi di Londra 2012. La nazionale brasiliana conclude il torneo qualificandosi al secondo posto, dietro la nazionale messicana campione, perdendo per 2-1 la finale disputatasi a Wembley l'11 agosto.
Il 3 settembre 2014 viene nuovamente convocato dal CT Dunga per le partite contro Argentina e Giappone dell'11 e 14 ottobre (rispettivamente), in sostituzione dell'infortunato Marquinhos. Tuttavia, non scende in campo in nessuna delle due sfide.

## Statistiche

### Presenze e reti nei club
Statistiche aggiornate al 1º luglio 2025.
| Stagione             | Squadra              | Campionato           | Campionato | Campionato | Coppe nazionali | Coppe nazionali | Coppe nazionali | Coppe continentali | Coppe continentali | Coppe continentali | Altre coppe | Altre coppe | Altre coppe | Totale | Totale |
| Stagione             | Squadra              | Comp                 | Pres       | Reti       | Comp            | Pres            | Reti            | Comp               | Pres               | Reti               | Comp        | Pres        | Reti        | Pres   | Reti   |
| -------------------- | -------------------- | -------------------- | ---------- | ---------- | --------------- | --------------- | --------------- | ------------------ | ------------------ | ------------------ | ----------- | ----------- | ----------- | ------ | ------ |
| 2010                 | Internacional        | A1/RS+A              | 10+7       | 0          | CB              | 0               | 0               | CL                 | 1                  | 0                  | -           | -           | -           | 18     | 0      |
| 2011                 | Internacional        | A1/RS+A              | 6+18       | 0          | CB              | 0               | 0               | CL                 | 0                  | 0                  | -           | -           | -           | 24     | 0      |
| Totale Internacional | Totale Internacional | Totale Internacional | 41         | 0          |                 | 0               | 0               |                    | 1                  | 0                  |             |             |             | 42     | 0      |
| gen.-giu. 2012       | Inter                | A                    | 1          | 0          | CI              | 0               | 0               | UCL                | -                  | -                  | SI          | -           | -           | 1      | 0      |
| 2012-2013            | Inter                | A                    | 31         | 1          | CI              | 4               | 0               | UEL                | 9                  | 0                  | -           | -           | -           | 44     | 1      |
| 2013-2014            | Inter                | A                    | 27         | 0          | CI              | 2               | 0               | -                  | -                  | -                  | -           | -           | -           | 29     | 0      |
| 2014-2015            | Inter                | A                    | 32         | 0          | CI              | 2               | 0               | UEL                | 11                 | 0                  | -           | -           | -           | 45     | 0      |
| 2015-2016            | Inter                | A                    | 19         | 0          | CI              | 4               | 0               | -                  | -                  | -                  | -           | -           | -           | 23     | 0      |
| Totale Inter         | Totale Inter         | Totale Inter         | 110        | 1          |                 | 12              | 0               |                    | 20                 | 0                  |             |             |             | 142    | 1      |
| 2016-2017            | Roma                 | A                    | 20         | 0          | CI              | 3               | 0               | UCL+UEL            | 2+8                | 0+0                | -           | -           | -           | 33     | 0      |
| 2017-2018            | Roma                 | A                    | 22         | 0          | CI              | 1               | 0               | UCL                | 6                  | 0                  | -           | -           | -           | 29     | 0      |
| 2018-2019            | Roma                 | A                    | 20         | 1          | CI              | 1               | 0               | UCL                | 3                  | 0                  | -           | -           | -           | 24     | 1      |
| 2019-2020            | Roma                 | A                    | 4          | 0          | CI              | 0               | 0               | UEL                | 1                  | 0                  | -           | -           | -           | 5      | 0      |
| 2020-2021            | Roma                 | A                    | 5          | 0          | CI              | 0               | 0               | UEL                | 6                  | 0                  | -           | -           | -           | 11     | 0      |
| Totale Roma          | Totale Roma          | Totale Roma          | 71         | 1          |                 | 5               | 0               |                    | 26                 | 0                  |             |             |             | 102    | 1      |
| 2021-2022            | Napoli               | A                    | 21         | 1          | CI              | 1               | 0               | UEL                | 6                  | 0                  | -           | -           | -           | 28     | 1      |
| 2022-2023            | Napoli               | A                    | 15         | 1          | CI              | 1               | 1               | UCL                | 3                  | 0                  | -           | -           | -           | 19     | 2      |
| 2023-2024            | Napoli               | A                    | 24         | 1          | CI              | 0               | 0               | UCL                | 5                  | 0                  | SI          | 2           | 0           | 31     | 1      |
| 2024-2025            | Napoli               | A                    | 15         | 0          | CI              | 2               | 1               | -                  | -                  | -                  | -           | -           | -           | 17     | 1      |
| 2025-2026            | Napoli               | A                    | -          | -          | CI              | -               | -               | UCL                | -                  | -                  | SI          | -           | -           | -      | -      |
| Totale Napoli        | Totale Napoli        | Totale Napoli        | 75         | 3          |                 | 4               | 2               |                    | 14                 | 0                  |             | 2           | 0           | 95     | 5      |
| Totale carriera      | Totale carriera      | Totale carriera      | 297        | 5          |                 | 21              | 2               |                    | 61                 | 0                  |             | 2           | 0           | 381    | 7      |

### Cronologia presenze e reti in nazionale
| Cronologia completa delle presenze e delle reti in nazionale ― Brasile | Cronologia completa delle presenze e delle reti in nazionale ― Brasile | Cronologia completa delle presenze e delle reti in nazionale ― Brasile | Cronologia completa delle presenze e delle reti in nazionale ― Brasile | Cronologia completa delle presenze e delle reti in nazionale ― Brasile | Cronologia completa delle presenze e delle reti in nazionale ― Brasile | Cronologia completa delle presenze e delle reti in nazionale ― Brasile | Cronologia completa delle presenze e delle reti in nazionale ― Brasile |
| Data                                                                   | Città                                                                  | In casa                                                                | Risultato                                                              | Ospiti                                                                 | Competizione                                                           | Reti                                                                   | Note                                                                   |
| ---------------------------------------------------------------------- | ---------------------------------------------------------------------- | ---------------------------------------------------------------------- | ---------------------------------------------------------------------- | ---------------------------------------------------------------------- | ---------------------------------------------------------------------- | ---------------------------------------------------------------------- | ---------------------------------------------------------------------- |
| 26-5-2012                                                              | Amburgo                                                                | Danimarca                                                              | 1 – 3                                                                  | Brasile                                                                | Amichevole                                                             | -                                                                      |                                                                        |
| 30-5-2012                                                              | East Rutherford                                                        | Stati Uniti                                                            | 1 – 4                                                                  | Brasile                                                                | Amichevole                                                             | -                                                                      |                                                                        |
| 3-6-2012                                                               | Arlington                                                              | Brasile                                                                | 0 – 2                                                                  | Messico                                                                | Amichevole                                                             | -                                                                      |                                                                        |
| 9-6-2012                                                               | East Rutherford                                                        | Argentina                                                              | 4 – 3                                                                  | Brasile                                                                | Amichevole                                                             | -                                                                      |                                                                        |
| Totale                                                                 |                                                                        | Presenze                                                               | 4                                                                      |                                                                        | Reti                                                                   | 0                                                                      |                                                                        |

| Cronologia completa delle presenze e delle reti in nazionale ― Brasile Olimpica | Cronologia completa delle presenze e delle reti in nazionale ― Brasile Olimpica | Cronologia completa delle presenze e delle reti in nazionale ― Brasile Olimpica | Cronologia completa delle presenze e delle reti in nazionale ― Brasile Olimpica | Cronologia completa delle presenze e delle reti in nazionale ― Brasile Olimpica | Cronologia completa delle presenze e delle reti in nazionale ― Brasile Olimpica | Cronologia completa delle presenze e delle reti in nazionale ― Brasile Olimpica | Cronologia completa delle presenze e delle reti in nazionale ― Brasile Olimpica |
| Data                                                                            | Città                                                                           | In casa                                                                         | Risultato                                                                       | Ospiti                                                                          | Competizione                                                                    | Reti                                                                            | Note                                                                            |
| ------------------------------------------------------------------------------- | ------------------------------------------------------------------------------- | ------------------------------------------------------------------------------- | ------------------------------------------------------------------------------- | ------------------------------------------------------------------------------- | ------------------------------------------------------------------------------- | ------------------------------------------------------------------------------- | ------------------------------------------------------------------------------- |
| 20-7-2012                                                                       | Middlesbrough                                                                   | Regno Unito Olimpica                                                            | 0 – 2                                                                           | Brasile Olimpica                                                                | Amichevole                                                                      | -                                                                               |                                                                                 |
| 26-7-2012                                                                       | Cardiff                                                                         | Egitto Olimpica                                                                 | 2 – 3                                                                           | Brasile Olimpica                                                                | Olimpiadi 2012 - 1º turno                                                       | -                                                                               |                                                                                 |
| 29-7-2012                                                                       | Manchester                                                                      | Brasile Olimpica                                                                | 3 – 1                                                                           | Bielorussia Olimpica                                                            | Olimpiadi 2012 - 1º turno                                                       | -                                                                               |                                                                                 |
| 1-8-2012                                                                        | Newcastle upon Tyne                                                             | Brasile Olimpica                                                                | 3 – 0                                                                           | Nuova Zelanda Olimpica                                                          | Olimpiadi 2012 - 1º turno                                                       | -                                                                               |                                                                                 |
| 4-8-2012                                                                        | Newcastle upon Tyne                                                             | Brasile Olimpica                                                                | 3 – 2                                                                           | Honduras Olimpica                                                               | Olimpiade 2012 - Quarti di finale                                               | -                                                                               |                                                                                 |
| 7-8-2012                                                                        | Manchester                                                                      | Corea del Sud Olimpica                                                          | 0 – 3                                                                           | Brasile Olimpica                                                                | Olimpiade 2012 - Semifinale                                                     | -                                                                               |                                                                                 |
| 11-8-2012                                                                       | Londra                                                                          | Brasile Olimpica                                                                | 1 – 2                                                                           | Messico Olimpica                                                                | Olimpiade 2012 - Finale                                                         | -                                                                               |                                                                                 |
| Totale                                                                          |                                                                                 | Presenze                                                                        | 7                                                                               |                                                                                 | Reti                                                                            | 0                                                                               |                                                                                 |

## Palmarès

### Club

#### Competizioni statali
- Campionato Gaúcho: 1

Internacional: 2011

#### Competizioni nazionali
- Campionato italiano: 2

Napoli: 2022-2023, 2024-2025

#### Competizioni internazionali
- Coppa Libertadores: 1

Internacional: 2010
- Recopa Sudamericana: 1

Internacional: 2011

### Nazionale
- Campionato sudamericano Under-20: 1

Perù 2011
- Campionato mondiale Under-20: 1

Colombia 2011
- Argento olimpico: 1

Londra 2012